# Bertil Ramsten
Bertil August Ramsten, född 5 augusti 1894 i Ramsta församling, Uppsala län, död 24 september 1978 i Sankt Görans församling, Stockholms län, var en svensk präst.

## Biografi
Bertil Ramsten föddes 1894 i Ramsta församling. Han var son till kyrkoherden Karl August Gustafsson och Hilda Christina Elisabeth Widman. Ramsten blev 8 september 1913 student vid Uppsala universitet och var medlem i Gästrike-Hälsinge nation. Han avlade 31 mars 1921 teologie kandidatexamen och prästvigdes 16 maj 1921 i Uppsala domkyrka. Ramsten blev 1 juli 1921 pastorsadjunkt i Öregrunds församling, 1 augusti 1921 vice komminister i Gräsö församling och var från 1 september 1921 till 31 augusti 1922 pastorsadjunkt i Odensala församling. Han var även från 16 oktober 1921 till 30 november samma år pastorsadjunkt  i Balingsta församling och från 1 juli 1922 till 31 augusti samma år i Öregrunds församling. Ramsten var från 1 september 1922 till 31 oktober 1923 vice komminister i Ulrika Eleonora församling, 1923–1927 kateket i församlingen och 1 oktober 1923 pastorsadjunkt i församlingen.
Ramsten kallades 1936 till fjärde provpredikant för tjänsten som kyrkoherde i Ulrika Eleonora församling och fick majoriteten av rösterna. Han var 1949–1962 kyrkoherde i Kungsholms församling och 1960–1962 kontraktsprost i Domkyrkokontraktet i Stockholms stift.

### Familj
Ramsten gifte sig 23 juni 1928 i Skara med Aina Beronius (född 1900), dotter till komministern Per Johan Levin Beronius i Grevbäcks församling och Eda Johanna Eleonora Svennius. De fick tillsammans barnen Brita Ramsten (född 1929) och Barbro Ramsten (född 1931).